# راچستر، اوهایو
راچستر (به انگلیسی: Rochester) یک روستا در ایالات متحده آمریکا است که در شهرستان لورین، اوهایو واقع شده‌است. راچستر ۲٫۹۳ کیلومتر مربع مساحت و ۱۸۲ نفر جمعیت دارد و ۲۸۳ متر بالاتر از سطح دریا قرار دارد.